# Jaroslav Fikar
Jaroslav Fikar (* 26. června 1946, Karlovy Vary) je český spisovatel, dlouholetý novinář a bývalý rozhlasový zpravodaj. Vystudoval Fakultu žurnalistiky Univerzity Karlovy v Praze. Jako karlovarský patriot se ve svých knihách zaměřuje především na Karlovarsko, na historii obcí, lidské příběhy a tradice.

## Osobní život
Jaroslav Fikar se narodil 26. června 1946 v Karlových Varech. Maturoval v roce 1964 na SVVŠ (Střední všeobecně vzdělávací škola, dnes gymnázium) v Ostrově. Vystudoval Fakultu žurnalistiky Univerzity Karlovy v Praze, kde roku 1982 získal doktorát filozofie.
Od roku 1975 žije v manželském svazku s Marcelou Fikarovou; mají tři děti, syna Daniela a dcery Dianu a Denisu.

## Profesní kariéra
V letech 1972–1992 byl zaměstnán v Československém rozhlase v Praze jako redaktor zpravodajství. Od roku 1993, po rozpadu federace a zrušení Československého rozhlasu, působil patnáct let jako redaktor v deníku Blesk.
Poté pracoval v Karlových Varech na pozici šéfredaktora Karlovarských radničních listů. V tomto 32stránkovém měsíčníku zavedl seriály o historii města, nejznámějších rodinách či zaniklých tradicích Karlovarska. Na podnět čtenářů doplňoval seriály dalšími údaji – fakty z kronik a archivů, vzpomínkami pamětníků a dobovými fotografiemi. Tato činnost se stala impulsem pro vydání první knihy.

## Dílo – vydané knihy
- Karlovarská předměstí (vydáno 2014) – První autorova kniha. Líčí historii současných městských čtvrtí Karlových Varů, kdysi samostatných obcí. Jsou to Rybáře, Stará Role, Dvory, Sedlec, Tuhnice, Drahovice, Doubí, Bohatice, Hůrky, Olšová Vrata, Počerny, Rosnice, Čankov, Cihelny a Tašovice.[2]

- Karlovarské rodiny (vydáno 2015) – Příběhy devíti nejznámějších karlovarských rodin, jejichž členové se nejvíce zasloužili o věhlas a rozvoj města – Puppové, Becherové, Knollové, Mattoniové, Bayerové, Moserové, Weberové, Burešové a Nejdlové.[3]

- Karlovarská předměstí 2 (vydáno 2016) – Volně navazuje na Karlovarská předměstí a pojednává o okolních obcích – Andělské Hoře, Dalovicích, Březové, Horách, Jenišově, Kolové, Mírové, Otovicích, Všeborovicích a Vysoké, i o již zaniklém Podhoří – které byly v minulosti součástí města, než opět získaly samostatnost.[4]

- Karlovarský patriot (vydáno 2016) – Popisuje období o století zpět, kdy středem pozornosti a obdivu bývali lázeňští šviháci, jako např. hrabě Stroganov z Petěrsburgu, princ Camil Rohan nebo Johann Schöneck. Popisovány zde jsou též oblíbené lokály a vyhlášená, dnes již neexistující, výletní místa.[5][6]

- Karlovarské příběhy (vydáno 2017) – Sedmnáct příběhů z prostředí Karlových Varů – např. příběh zakladatele dynastie hoteliérů Georga Puppa; Ulriky von Levetzow, životní lásky básníka Johanna Wolfganga von Goethe; o utajené svatbě generála Andreje Andrejeviče Vlasova s německou zdravotní sestrou Adelaidou Biellenbergrovou; příběh lásky 64letého Gustava Bechera a 20leté Crescentie Doile; nebo příběh o tom, jak se na Karlovarsku utvářelo soužití Čechů a Němců, Čechů a Židů i Čechů a Rusů.[7]

- Obce za obzorem (vydáno 2017) – Historie obcí, které se mezi lety 1939–1945 staly součástí regionu Velké Karlovy Vary (Župa Sudety, Egerland; Bochov – Horní Tašovice, Kozlov, Německý Chloumek; Bražec; Činov – Dolní a Horní Lomnice, Lučiny, Svatobor; Děpoltovice – Mezirolí, Nivy; Hájek – Nejda; Hroznětín – Bystřice, Kfely, Odeř, Ruprechtov, Velký Rybník; Pila; Sadov – Bor, Lesov, Podlesí, Stráň; Stanovice – Dražov, Hlinky; Stružná – Nová Víska, Žalmanov; Šemnice – Dubina, Pulovice, Sedlečko; Velichov – Nová Kyselka, Radošov 1,2; zaniklé obce – Dlouhá, Lipoltov, Lochotín, Mlýnská, Pastviny, Stará Ves).[8]

- Karlovarská tabu (vydáno 2018) – Málo známé a zatajované příběhy, které se v různých obdobích minulosti vzhledem k politické situaci nemohly nebo nesměly psát. Mimo jiné je zde popsán příběh obchodníka s kávou Josefa Meinla; tajemný život dvojité agentky Karoly Frankové, manželky K. H. Franka; příběh legendárního špiona Richarda Sorgeho; či příběh populárního fotografa Jaroslava Houfa, zvaného Fo-Fi-Fo.[9][10][11][12][13]

- Karlovarské proměny (vydáno 2019) – Dvacet čtyři příběhy zaniklých míst z prostředí Karlových Varů. Jde o jednotlivé domy, ale i celé ulice, např. o bývalou Chebskou ulici, Solivárnu, Wolfovy strojírny, Amalienhof nebo Blanenský pavilon.[14]

- Když ve Varech hráli swing (vydáno 2020) – Kniha zavádí čtenáře do rozmarných let první republiky, kdy na terasách karlovarského hotelu Richmond hrál swing R. A. Dvorský a jeho Melody Boys. Podle vzpomínek pamětníků a dobových fotografií a pohlednic je vytvářen obraz meziválečných lázeňských sezón, při nichž se na promenádách procházely dámy v róbách od Hany Podolské a kolonády byly plné hostů z celé Evropy i zámoří.[15]

- Karlovarská tabu 2 (vydáno 2021) – Kniha volně navazuje na publikaci vydanou v roce 2018. Jedná se o další málo známé a zatajované příběhy. Autor opět čerpá ze svědectví očitých svědků, karlovarských Němců, českých dosídlenců a také nově odtajněných spisů v archivech.[16]

- Premianti u Vřídla (vydáno 2022) – Kniha zachycuje historii řemesel a podnikání v Karlových Varech v období let 1740–1946. Zabývá se vznikem tradičních řemesel, jako byli cínaři, jehláři, brusiči vřídlovce, puškaři, nožíři a rytci skla. V galerii premiantů, tedy nejúspěšnějších mistrů ve svém oboru, uvádí rodiny Becherů, Knollů, Mattoni, Puppů, Moserů a Meinlů. Též připomíná osudy lázeňských lékařů, hoteliérů a stavitelů. V závěru předkládá seznam národních správců podle Adresáře osvobozeného města Karlovy Vary z roku 1946, kteří na mnohé původní tradice úspěšně navázali.[17][18]

- Milenci a špióni (vydáno 2023) – Kniha uvádí další karlovarské příběhy. Ty vycházejí z historického faktu, že Karlovy Vary byly v minulosti místem utajených dostaveníček a konspirativních schůzek. Do lázní jezdila vedle běžných hostů, osobností Evropy a společenské smetánky také dvě velmi zvláštní společenství. Nezaznamenaly je seznamy hostů zvané Kurlisty ani hotelové knihy. Obě tato společenství tajila svá příjmení i místa pobytu.[19][20]

- Zápisky patriota (vydáno 2024) – Kniha líčí poválečná léta na karlovarském předměstí Rybáře očima pamětníků. Vzpomínají na odsun Němců i příchod českých dosídlenců a národních správců, kteří obnovili podobu prvorepublikového maloměsta. Autor čerpá informace ze svědectví pamětníků a starých fotografií, kterých kniha obsahuje na 250.[21]

Jaroslav Fikar pro své publikace čerpá informace ze svého soukromého novinářského archivu, který po dobu padesáti let utvářel; dále z archivů, kronik, policejních spisů a také karlovarských Kurlistů. Údaje doplňuje vzpomínkami starousedlíků a starými fotografiemi ze soukromých sbírek.

### Přehled vydaných knih
| Název                      | Rok vydání | Vydavatel               | Počet stran | ISBN                   |
| -------------------------- | ---------- | ----------------------- | ----------- | ---------------------- |
| Karlovarská předměstí      | 2014       | autor vlastním nákladem | 198         | ISBN 978-80-260-8794-6 |
| Karlovarské rodiny         | 2015       | autor vlastním nákladem | 168         | ISBN 978-80-260-8705-2 |
| Karlovarská předměstí 2    | 2016       | autor vlastním nákladem | 204         | ISBN 978-80-270-0225-2 |
| Karlovarský patriot        | 2016       | autor vlastním nákladem | 192         | ISBN 978-80-270-1152-0 |
| Karlovarské příběhy        | 2017       | autor vlastním nákladem | 192         | ISBN 978-80-270-2194-9 |
| Obce za obzorem            | 2017       | autor vlastním nákladem | 299         | ISBN 978-80-270-3450-5 |
| Karlovarská tabu           | 2018       | autor vlastním nákladem | 180         | ISBN 978-80-270-5163-2 |
| Karlovarské proměny        | 2019       | autor vlastním nákladem | 166         | ISBN 978-80-270-7233-0 |
| Když ve Varech hráli swing | 2020       | autor vlastním nákladem | 166         | ISBN 978-80-907930-0-2 |
| Karlovarská tabu 2         | 2021       | autor vlastním nákladem | 142         | ISBN 978-80-907930-1-9 |
| Premianti u Vřída          | 2022       | autor vlastním nákladem | 154         | ISBN 978-80-907930-2-6 |
| Milenci a špióni           | 2023       | autor vlastním nákladem | 108         | ISBN 978-80-907930-3-3 |
| Zápisky patriota           | 2024       | autor vlastním nákladem | 132         | ISBN 978-80-907930-4-0 |

#### Rozhovory
- Rozhovor o knize Karlovarská tabu s Jaroslavem Fikarem – na stránce Český rozhlas Karlovy Vary, Josef Šorfa, 2019-02-01 [cit. 2019-06-05]
- Rozhovor o knize Karlovarská tabu s Jaroslavem Fikarem – na stránce TV Region Západ, Josef Šorfa, 2019-03-03 [cit. 2019-06-05]
- Karlovarský patriot Jaroslav Fikar napsal svou osmou knihu – rozhovor o knize Karlovarské proměny na stránce Český rozhlas Karlovy Vary, Josef Šorfa, 2019-12-05 [cit. 2019-12-06]